# Saint-Martin-le-Vinoux
Saint-Martin-le-Vinoux település Franciaországban, Isère megyében. Lakosainak száma 5957 fő (2022. január 1.). Saint-Martin-le-Vinoux Quaix-en-Chartreuse, Grenoble, Saint-Égrève és La Tronche községekkel határos.

## Népesség
A település népessége az elmúlt években az alábbi módon változott:
| Lakosok száma | 5843 | 5251 | 5139 | 5331 | 5501 | 5751 | 5778 | 5880 | 5851 | 5957 |
|               | 1968 | 1982 | 1990 | 2006 | 2013 | 2015 | 2017 | 2019 | 2020 | 2022 |